# Laphria formosana
Laphria formosana är en tvåvingeart som beskrevs av Matsumura 1916. Laphria formosana ingår i släktet Laphria och familjen rovflugor.
Artens utbredningsområde är Taiwan. Inga underarter finns listade i Catalogue of Life.